# Kentucky River
Der Kentucky River ist ein 417 km langer Nebenfluss des Ohio River, im US-Bundesstaat Kentucky. 
Der Kentucky River und seine Nebenflüsse entwässern den Großteil der Mitte des Staates. Der Oberlauf verläuft durch die vom Kohleabbau geprägten Gebiete der Cumberland Mountains, während der Unterlauf durch die Bluegrass-Region im Norden des Staates führt. Das Einzugsgebiet umfasst ca. 18.000 km² und liefert das Trinkwasser für ungefähr ein Sechstel der Bevölkerung Kentuckys.
Dank 14 Staustufen, die vom U.S. Army Corps of Engineers erbaut wurden, ist der Fluss über seine gesamte Länge schiffbar. Die Verwaltung hat die staatliche Kentucky River Authority.
Die Hauptbedeutung der Staustufen liegt heute in der Trinkwasserversorgung Lexingtons. Trotz eines Jahresniederschlages von 1000 mm hat die Gegend wegen des verkarsteten Kalksteins im Untergrund nur wenig Oberflächenwasser.

## Flusslauf
Der Kentucky River wird in der Mitte Kentuckys nahe Beattyville, Lee County, durch die Vereinigung des North Fork Kentucky River und South Fork Kentucky River auf einer Höhe von ca. 204 m gebildet. Ein weiterer Quellfluss, der Middle Fork Kentucky River mündet schon 6 km oberstrom in den North Fork Kentucky River. Am Middle Fork Kentucky River liegt der 5 km² große Stausee Buckhorn Lake.
Der Kentucky River fließt von Beattyville stark mäandrierend nach Nordwesten durch den Daniel Boone National Forest, an Irvine und Boonesborough vorbei. Er wendet sich dann nach Südwesten, südlich an Lexington vorbei. Ungefähr 25 km südwestlich von Boonesborough mündet der Red River ein, fünf Kilometer weiter der Silver Creek; bei High Bridge, der Dix River. Zwischen Clays Ferry im Madison County und Frankfort passiert der Fluss die Kentucky River Palisades, eine 160 km lange Folge steiler Schluchten. Bei Frankfort mündet der Benson Creek ein, 20 km weiter der Elkhorn Creek. Der Kentucky River mündet schließlich bei Carrollton in den Ohio River.

## Fischsterben 2000
Zu einem Fischsterben kam es im Jahr 2000 aufgrund eines Feuers in der Wild-Turkey-Destillerie, die am Fluss liegt. Ein Lagerhaus voller Bourbon Whiskey brannte nieder, größere Mengen brennender Bourbon lief in den Fluss. In den Tagen nach dem Brand begannen Fische im Kentucky River zu sterben und das Kentucky Department of Fish and Wildlife Resources identifizierte eine 6 bis 8 Kilometer lange „Todeszone“, die flussabwärts wanderte, auffallend nach Bourbon roch und in der sämtliche Fische starben. Es handelte sich dabei um das schlimmste Fischsterben in der Geschichte Kentuckys. Schließlich gelang es, den Alkohol soweit abzupumpen, dass er keine Gefahr mehr für den Fluss darstellte.

## Hochwasser Juli 2022
Ende Juli 2022 kam es im Einzugsgebiet des Kentucky River aufgrund heftiger Niederschläge zu Hochwasser und zu Überschwemmungen mit mehreren Toten. Dabei erreichte der Pegel am North Fork Kentucky River bei Whitesburg einen neuen Rekordstand von über 6 m – der bisherige Rekordwert lag bei 4,5 m.